# Louis Meigret

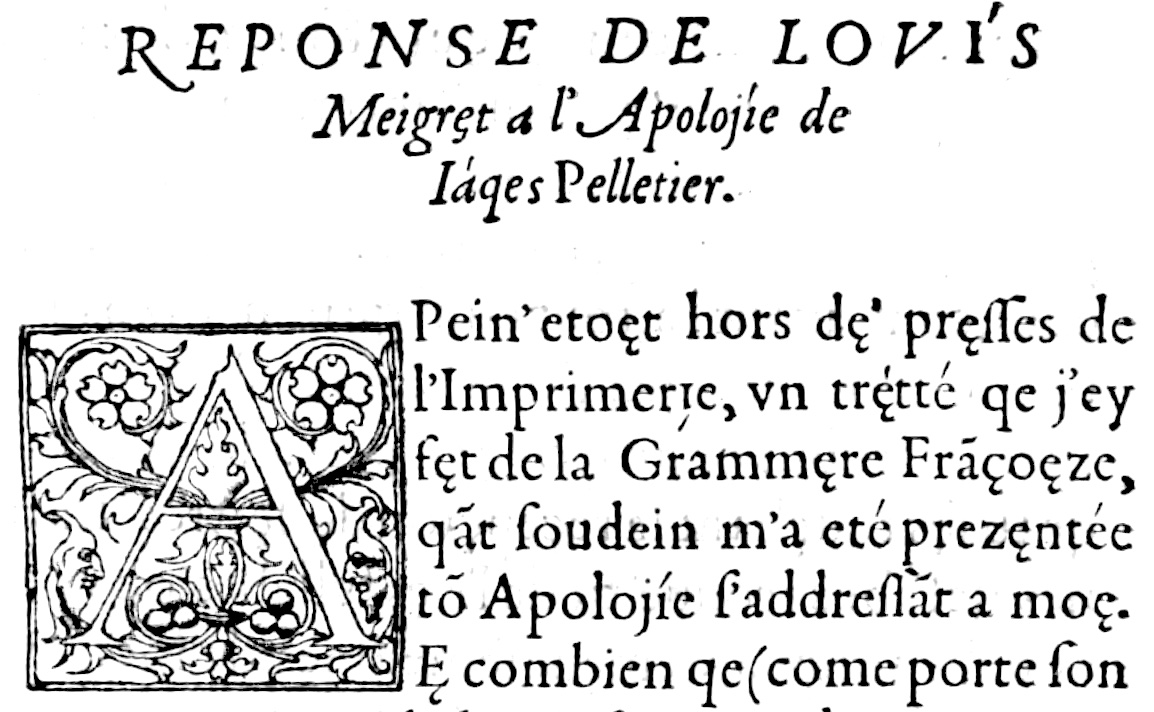
Fragment de Réponse de Louis Meigret à l’apologie de Jacques Pelletier, 1550.

Louis Meigret (ou Maigret, Lyon, vers 1510-1558:ix-xiii) est un grammairien français, réformateur de la langue française de la Renaissance.

## Biographie
Établi à Paris depuis 1538, Louis Meigret a écrit en 1550 la première grande grammaire du français.
Le premier à mettre la science au service du grand public, il est un défenseur de la réforme de l’orthographe française, qu'il cherche à simplifier en proposant notamment des symboles nouveaux et en favorisant une orthographe phonétique, ce qui le conduisit à polémiquer avec Jacques Peletier du Mans et Guillaume Des Autels.

Son traité s'inscrit dans un courant plus large de recherche de simplification de l’orthographe en l’accordant à la prononciation. Toutefois, celle-ci n'a pu s'imposer, faute d'une autorité linguistique au XVIe siècle. Cependant, le linguiste Charles-Louis Livet a pu écrire que 

« Ce n’est point Dubois, ce n’est point Henri Etienne qui est le père de la grammaire française : c’est Meigret… il fallait un homme de cette vigueur, pour poser, avec autant de bonheur, sous une forme souvent définitive, les principes qu’il a mis en circulation. »

Face à l’impossibilité de trouver un imprimeur acceptant d’imprimer son programme réformateur, il a dû rééditer son traité dans l’orthographe traditionnelle. On a de lui, également, des traductions de classiques latins et grecs.
Il a également été traducteur : entre 1540 et 1558, il a publié les traductions de onze auteurs, quatre auteurs grecs (Aristote, Isocrate, Polybe et Lucien), cinq auteurs latins (Pline l’Ancien, Columelle, Cicéron, Salluste et Porcius Latro), un auteur italien (Roberto Valturio) et un auteur allemand (Albert Dürer). Ces traductions totaliseront plus de deux mille pages. Cinq d’entre elles connaitront des rééditions:17.

## Ouvrages
- Traité touchãt le commun usage de l'escriture françoise, Paris, Imprimerie de Ieanne de Marnef, 1545 (lire en ligne sur Gallica).
- Le trętté de la grammęre franc̨oęze, fęt par Louís Meigręt Líonoęs, Paris, Chrestien Wechel, 1550 (lire en ligne sur Gallica).
- Defęnses de Louís Meigręt touchant son Orthographíe Franc̨oęze, contre lęs c̨ęnsures ę calõnies des Glaumalis du Vezelet, ę de sęs adherans, Paris, Chrestien Wechel, 1550 (lire en ligne sur Gallica).
- La Reponse de Louís Meigręt a l’apolojíe de Jáques Pelletier, Paris, Chrestien Wechel, 1550 (lire en ligne sur Gallica).
- Reponse de Louís Meigręt a la dezesperée répliqe de Glaomalis de Vezęlet, transformé ęɳ Gyllaome dęs Aotels, Paris, Chretieɳ Wechel, 1551 (lire en ligne sur Gallica).
- Réimpression de ces cinq volumes en un chez Slatkine, Genève, 1972.
- Louis Meigret, Œuvres phonétiques (Le Menteur, Grammère, Defenses et Reponses à Peletier et Des Autels), éditions lemmatisées et indexées, Corpus phonétique du seizième siècle

## Études
- Simone Delesalle et Francine Mazière, « Meigret, la langue française et la tradition grammaticale » in Gérard Defaux (dir.), Lyon et l’illustration de la langue française à la Renaissance, ENS édition, 2003.
- Douglas A. Kibbee, « Louis Meigret lyonnais et les politiques de la langue française à la Renaissance », in Gérard Defaux (dir.), Lyon et l’illustration de la langue française à la Renaissance, op.cit.
- Charles Louis Livet, La Grammaire française et les grammairiens du XVIe siècle, Paris, Didier & Auguste Durand, 1859, 536 p. (lire en ligne)Les pages 49-117 sont consacrées au seul Meigret.